# فرزانه طاهری
فرزانه طاهری (زاده ۱۶ آبان ۱۳۳۷) مترجم ایرانی و مدیر بنیاد هوشنگ گلشیری است.

## زندگی‌نامه
فرزانه طاهری در ۱۶ آبان ۱۳۳۷ در تهران زاده شد. پدرش پرویز طاهری افسر شهربانی و مادرش اقدس خیرالدین زنی اهل کتاب و ادبیات بود. فرزانه پس از پایان مدرسه رشته ادبیات را در دانشگاه تهران ادامه داد. سپس با هوشنگ گلشیری، نویسنده سرشناس ایرانی ازدواج کرد و یک پسر و یک دختر به دنیا آورد. طاهری از زمان تحصیل به کار ترجمه می‌پرداخت. پس از آن نیز مدتی در حوزه علوم مرکز نشر دانشگاهی به ویراستاری پرداخت و مدتی نیز در مرکز مطالعات و تحقیقات شهرسازی - معماری ایران به کارهای ترجمه و ویراستاری پرداخت. اما بعد از آن حرفه ترجمه را به‌طور جدی و تخصصی در پیش گرفت و به زودی «در محافل فرهنگی به عنوان یک مترجم دقیق و آگاه شناخته شد.» او در زمینه‌های ادبیات داستانی، روان‌شناسی، شهرسازی و معماری، علوم سیاسی ترجمه می‌کند. پس از درگذشت هوشنگ گلشیری در سال ۱۳۷۹ فرزانه طاهری مدیریت بنیاد هوشنگ گلشیری را برعهده دارد.